# Lothar Huber
Lothar Huber (* 5. Mai 1952 in Kaiserslautern) ist ein ehemaliger deutscher Fußballspieler und aktiver Fußballtrainer.

## Sportliche Laufbahn

### Vereinskarriere
Der rechte Verteidiger begann seine Bundesligalaufbahn in Kaiserslautern. Von 1970 bis 1974 spielte er beim 1. FC Kaiserslautern und wurde in der Saison 1972 deutscher Vizepokalsieger. In der Saison 1974/75 wechselte Huber zu Borussia Dortmund in die 2. Fußball-Bundesliga. In Dortmund wurde Huber Stammspieler und 1976 gelang ihm mit dem BVB der Aufstieg in die höchste deutsche Spielklasse. Hier spielte er bis zur Spielzeit 1986/87. Neben Manfred Kaltz vom Hamburger SV war auch Lothar Huber für seine Bananenflanken bekannt.
Lothar Huber hatte 317 Einsätze in der Bundesliga und schoss in seiner aktiven Laufbahn 30 Tore in der bundesdeutschen Elitespielklasse. Für Borussia Dortmund machte er in der 2. Liga 75 Spiele und schoss dabei 18 Tore. Weiterhin absolvierte er 34 DFB-Pokalspiele für den BVB und erzielte dabei drei Tore. Außerdem lief er zweimal im Europacup auf (UEFA-Cup-Spiele 1982 gegen Glasgow Rangers). Von 1977 bis 1979 war er Mannschaftskapitän des BVB.

### Auswahleinsätze
Im Jahr 1972 sollte Huber unter Jupp Derwall in das Aufgebot des DFB, beim Turnier vor heimischem Publikum aufgrund der damaligen Regularien als Amateurnationalelf antretend, für das olympische Fußballturnier 1972 aufgenommen werden. Aber der ihm in Aussicht gestellte Kaderplatz ging an den dann doch rechtzeitig genesenen Ottmar Hitzfeld, unter dem er später als Co-Trainer in Dortmund arbeitete. Im Nachgang der Spiele von München bestritt er dann drei Spiele in diesem Team.
Im Jahr 1983 lief er einmal für die bundesdeutsche Olympiaauswahl auf. Auf dem Weg zur Endrunde des olympischen Fußballturniers 1984 gelang ihm aber nicht dauerhaft der Sprung in die Mannschaft.

## Trainerlaufbahn
Noch als aktiver Bundesligaspieler betreute Huber die Jugend des VfR Sölde. Später, bereits kurz vor Ende seiner Profi-Karriere, war er von 1986 bis 1992 Co-Trainer beim BVB als Assistent von Reinhard Saftig, Horst Köppel und später auch von Ottmar Hitzfeld, zeitweise als „spielender Co-Trainer“. Als Co-Trainer von Reinhard Saftig betreute er zudem die BVB-Amateure. Vom BVB ging es zur SpVg Beckum in die Oberliga, zum Verbandsligisten Horst-Emscher und 1996 nach Japan.
Bei Brummell Sendai, einem japanischen Zweitligisten, arbeitete er ein Jahr lang als Assistent von Pierre Littbarski. Gerade zurück aus Japan, ging es zurück zu Horst-Emscher, dann zum SC Hassel, den er von der Landes- bis in die Oberliga führte.
Von 2005 bis 2007 trainierte Lothar Huber den westfälischen Verbandsligisten TSG Sprockhövel. Huber stieg mit der Mannschaft in die Oberliga Westfalen auf. Dennoch trennte sich die Vereinsführung überraschend von ihrem Trainer.
Einen kurzen Trainerauftritt hatte Huber ab dem 20. September 2007 beim Verbandsligisten SpVgg Radevormwald, bis er zur Saison 2008/09 wieder den Trainerjob bei seiner alten Wirkungsstätte TSG Sprockhövel antrat und den erneuten Aufstieg in die NRW-Liga schaffte. Zum Saisonende 2013/14 beendete Huber vorerst seine Trainerlaufbahn. Zur Saison 2016/17 übernahm er den Dortmunder Westfalenligisten Kirchhörder SC. Von 2020 bis 2023 trainierte er den Landesligisten VfB Westhofen in Schwerte, legte dort aber sein Amt nieder. Danach nahm er binnen weniger Tage ein Traineramt beim FC Sarajevo-Bosna in Dortmund auf.

## Trivia
Huber ist gelernter Maurer und lebt derzeit in Dortmund in Sichtweite des Stadions. Hauptberuflich ist er Platzwart bei seinem alten Verein Borussia Dortmund. Huber ist zum zweiten Mal verheiratet und Vater von drei Kindern. Seine zweite Frau Bärbel ist Angestellte des BVB und für den Fanshop an der Geschäftsstelle zuständig. Weiterhin ist sie Herbergsmutter des Jugendhauses in der Fußballschule des derzeitigen Hauptsponsors von Borussia Dortmund.